# ماغوميد عمروف
ماغوميد عمروف (بالروسية: Магомед Омаров)‏ (مواليد 16 أكتوبر 1989) هو ملاكم روسي، مثّل بلاده في الألعاب الأولمبية الصيفية 2012.

## روابط خارجية
ماغوميد عمروف على موقع أوليمبيديا (الإنجليزية)